# Данкаль

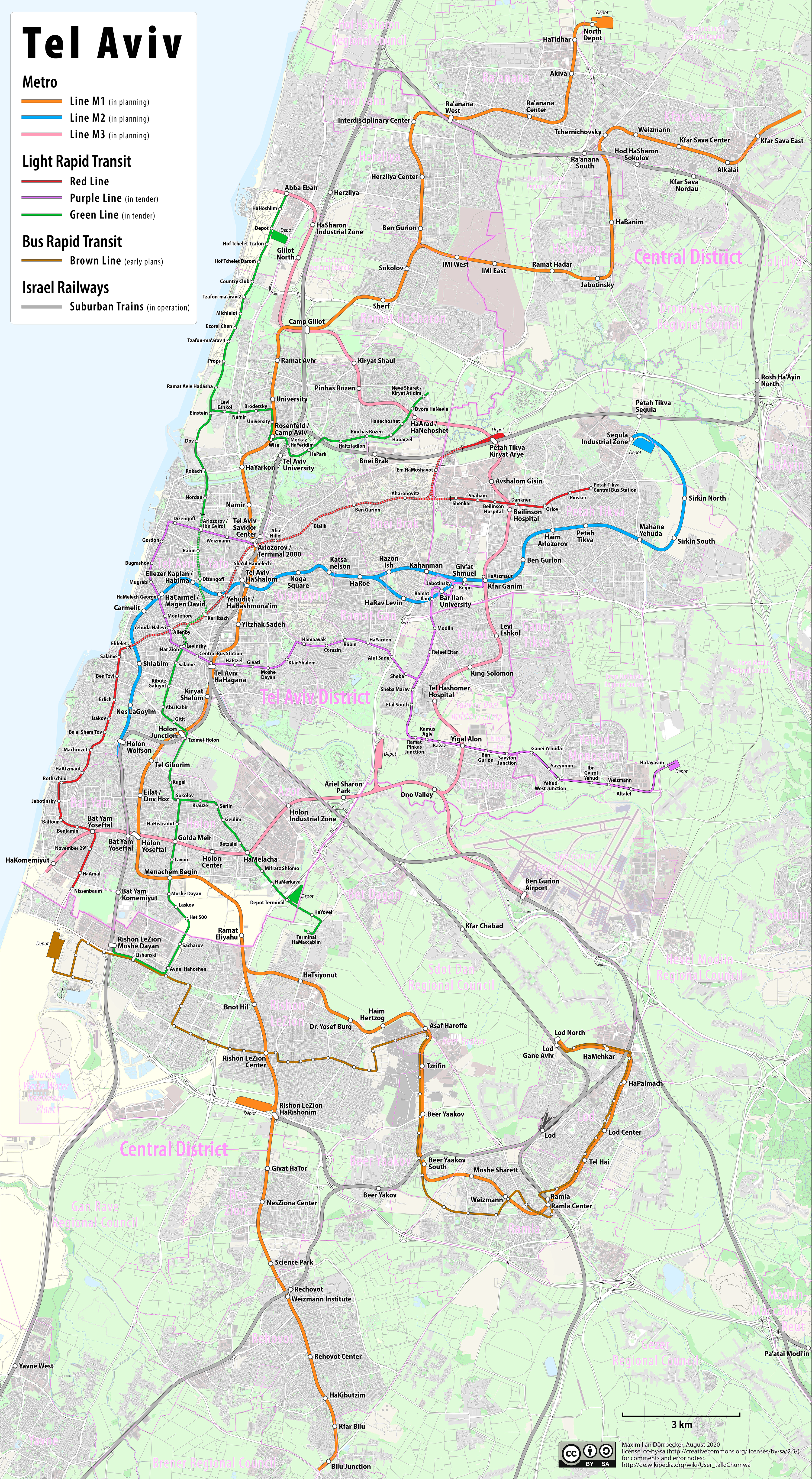
Схема линий скоростного общественного транспорта в Гуш-Дане по планам на 2030 год. Оранжевая, голубая и розовая линии — метро; красная, фиолетовая и зелёная линии — ЛРТ/метротрам; коричневая линия — метробус или трамвай; серая линия — пригородная ЖД.

Данкаль (ивр. דנקל‎), также легкорельсовая транспортная система Гуш-Дана (ивр. הרכבת הקלה בגוש דן‎) — система метротрамвая в крупнейшей агломерации городов Израиля. В настоящее время работает единственная линия, красная. Планируется постройка ещё трёх линий: зелёной, пурпурной и коричневой. В будущем планируется продление красной линии к железнодорожной станции Ришон-ле-Цион — Моше Даян.
Красная ветка имеет характерные черты метротрамвая, последующие три линии будут ближе к скоростному и обычному трамваю. Открытие первой (красной) линии состоялось 18 августа 2023 года, открытие ещё двух запланировано на 2026-28 годы.

## История
В 1997 году была создана государственная компания НЭТА, которая должна отвечать за проект легкорельсовой транспортной системы. На опубликование тендера на прокладку первой линии ушло 6 лет.
В феврале 2006 года был объявлен конкурс на постройку первой линии. Конкурс проводился по методу BOT (build-operate-transfer), предполагающему, что победивший претендент, который предложит выполнить задачу за самую низкую правительственную субсидию, — строит рельсовую дорогу и использует сеть, получая все доходы от перевозок. Основными претендентами на победу были группа MTS (Metro Transportation Solution) и группа Metro Rail. Кроме того, в конкурсе участвовала группа Spidan (Miloumor, Дан, Sapir, Aviv, BVG, Ansaldo, Bombardier, Pantechniki и Terna), но её предложение было отклонено уже в конце августа 2006 года, хотя оно было самым дешёвым. Причиной этого было то, что группа не указала компанию, имеющую опыт в сфере общественного транспорта. Кроме того, после утверждения участия группы в конкурсе произошло изменение в структуре собственности, и один из партнеров отказался от своих финансовых обязательств. В группу MTS вошли конгломерат «Африка-Исраэль», кооператив «Эгед», китайская компания ССЕСС, португальская Souras da Costa, немецкая Siemens и голландская HTM. Группа Metro Rail состояла из израильского концерна «Шикун у-бинуй» и трёх французских транспортных компаний. 19 декабря был подписан договор между Государством Израиль и муниципалитетом Тель-Авива о строительстве трамвая в этом городе. В соответствии с ним, власти Тель-Авива вложат в реализацию проекта 292 млн шекелей и освободят компании по управлению трамвайным хозяйством от уплаты городского налога на недвижимость.
Такие же договоры Государство Израиль подписало с муниципалитетами Петах-Тиквы, Бней-Брака, Рамат-Гана и Бат-Яма в январе 2007 года. 31 декабря 2006 года был объявлен победитель конкурса — группа MTS.
Стоимость проекта оценивается в 7,16 млрд шекелей. Половину расходов на реализацию этого проекта оплатит Европейский инвестиционный банк. Срок контракта — 32 года, после чего ветка перейдет в государственное владение.
Согласно первоначально утверждённому графику, строительные работы на красной линии должны были начаться в 2009 году и завершиться в 2014 году.
Реально строительство шахтным способом начато на трёх площадках 21 сентября 2011 года. Строительство вели китайские фирмы.
Открытие первой (красной) линии состоялось 18 августа 2023 года.

## Устройство

Действующие линии «Данкаль» на 2025 год

Нынешний план метротрамвая не предусматривает прохождение линий через якобы построенные в 60-х и 70-х годах станции. В новом проекте предусматривается прокладка легкорельсовой транспортной системы во всем Гуш-Дане (куда входит в том числе и Тель-Авив) — давно страдающем от пробок регионе с трёхмиллионным населением, куда к тому же ежедневно приезжают десятки тысяч человек из других частей страны. Подземные станции по плану будут использоваться и как бомбоубежища в случае войны, способные защитить от биологических и химических атак, так как в Гуш-Дане по некоторым оценкам нехватка бомбоубежищ составляет 30 %. Станции планируется оснастить системами фильтрации, благодаря которым отпадёт необходимость использовать индивидуальные средства защиты внутри бомбоубежищ.
При прокладке тоннелей будет использоваться технология Deep mining.
Согласно прогнозу, к 2025 году системой будут пользоваться 100—120 миллионов пассажиров в год.

## Оплата проезда
Оплатить проезд можно как электронным проездным билетом «Рав-кав», так и через различные мобильные приложения. Вход на подземные станции и выход с них невозможен без оплаты проезда, так как требуется пройти через турникеты.

## Линии
Проект включает в себя четыре линии: одна работающая, две на стадии планирования и одна на стадии утверждения. Общая протяжённость — около 100 км в области Тель-Авива.

### Красная линия
Маршрут Красной линии в Гуш-Дане соединяет Петах-Тикву, Бней-Брак, Рамат-Ган, Тель-Авив и Бат-Ям.
Маршрут Красной линии частично повторяет под землёй трассу бывшей железной дороги, на месте самой трассы на поверхности разбит тематический парк с иммитацией рельсовых путей.
Это один из самых дорогих подобных проектов в мире, стоимость Красной линии оценивается в 12 миллиардов шекелей.
В июне 2021 года прошла первая тестовая поездка по красной линии между улицами Орлова и Жаботинского в Петах-Тикве, а в октябре 2021 года аналогичная поездка прошла уже по всему маршруту от Петах-Тиквы до Бат-Яма. Согласно отчетам компании Urban Transport Routes (NATA), красная линия должна была заработать в ноябре 2022 года, примерно на год позже первоначально запланированного срока, однако начала работу только летом 2023 года. Интервал движения в центральной части линии составляет около шести минут, и в будущем будет уменьшен до 3,5 минуты, а каждый трамвай вмещает 500 пассажиров.
После неоднократных переносов линия была открыта 18 августа 2023 года, в первый день проезд по ней был бесплатным.

### Зелёная линия
Протяженность зелёной линии должна составить 39 км, на ней будет 62 станции. Линия соединит запад Ришон-ле-Циона (в районе Каньон-ха-Заав) и центр Холона (улицы Баркат, Пичман, Соколов и Кикар-ха-Лохамим) через транспортную развязку Холон с центром Тель-Авива (улица Карлибах) и оттуда направится на север города через улицу Ибн-Гвироль в Герцлию. По прогнозам, по этой линии в год будет путешествовать до 50 миллионов пассажиров.
Эта линия должна войти в строй в середине 2020-х. Большая часть Зелёной линии пройдет над землёй, только 4 станции в Тель-Авиве будут подземными: Карлибах, Дизенгоф, площадь Рабина и Арлозоров.
Пять китайских компаний подали заявки на участие в тендере по прокладке туннеля для Зелёной линии: CCECC, СССС, CRCCC, CRRG и «Чайна Пауэр». Некоторые из этих компаний уже работали в Израиле на прокладке Кармельского тоннеля в Хайфе и на строительстве нескольких электростанций. Работы по прокладке подземной части Зелёной линии начнутся в 2020 году и будут происходить между улицей Левински и бульваром Нордау.
Оценочная стоимость проекта Зелёной линии — 20 миллиардов шекелей

### Фиолетовая линия
Маршрут Фиолетовой (Пурпурной) линии будет проходить от транспортного терминала «2000» («Савидор Мерказ»), через улицы Арлозоров, Бен-Йехуда, Алленби, Ха-Алия, Левински, Ха-Хагана, Дерех ха-Шалом, Дерех Алуф-Саде (Гиватаим — Рамат-Ган), через развязку Алуф-Саде и Дерех-Шиба.
От района медицинского центра «Шиба» маршрут раздваивается.
- Северная линия пройдёт через улицы Рафаэль Эйтан, Кацир (Кирьят-Оно), Макс и Анна Вебб (граница Рамат-Гана и Гиват-Шмуэля), до северо-восточной границы университета «Бар-Илан».
- Южная линия начнётся в районе медицинского центра «Шиба», пройдёт в районе военной базы Тель ха-Шомер (которая будет демонтирована), через Йехуд-Моноссон, до перекрёстка ха-Таясим.

Протяжённость маршрута — 28 км, 40 наземных станций.
Ожидаемый пассажиропоток — 60 миллионов пассажиров в год.

## Подвижной состав
Трамваи Красной линии производятся компанией CRRC Changchun Railway Vehicle Company. Трамвай включает 5 секций, конфигурация Mc1+F1+Tp+F2+Msc1. Пары таких трамваев объединяются в трамвайные поезда. Трамваи соответствуют стандартам ISO, EN и Израиля.

## Галерея

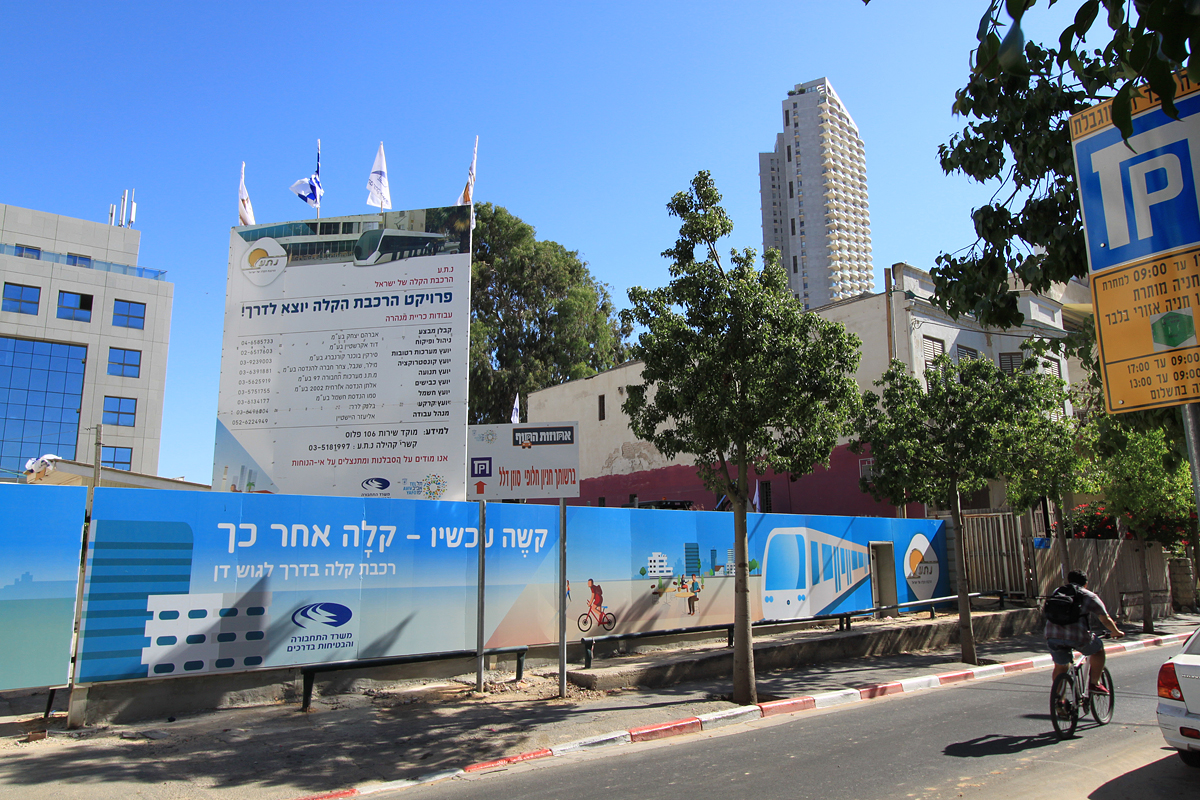
Плакат о строительстве
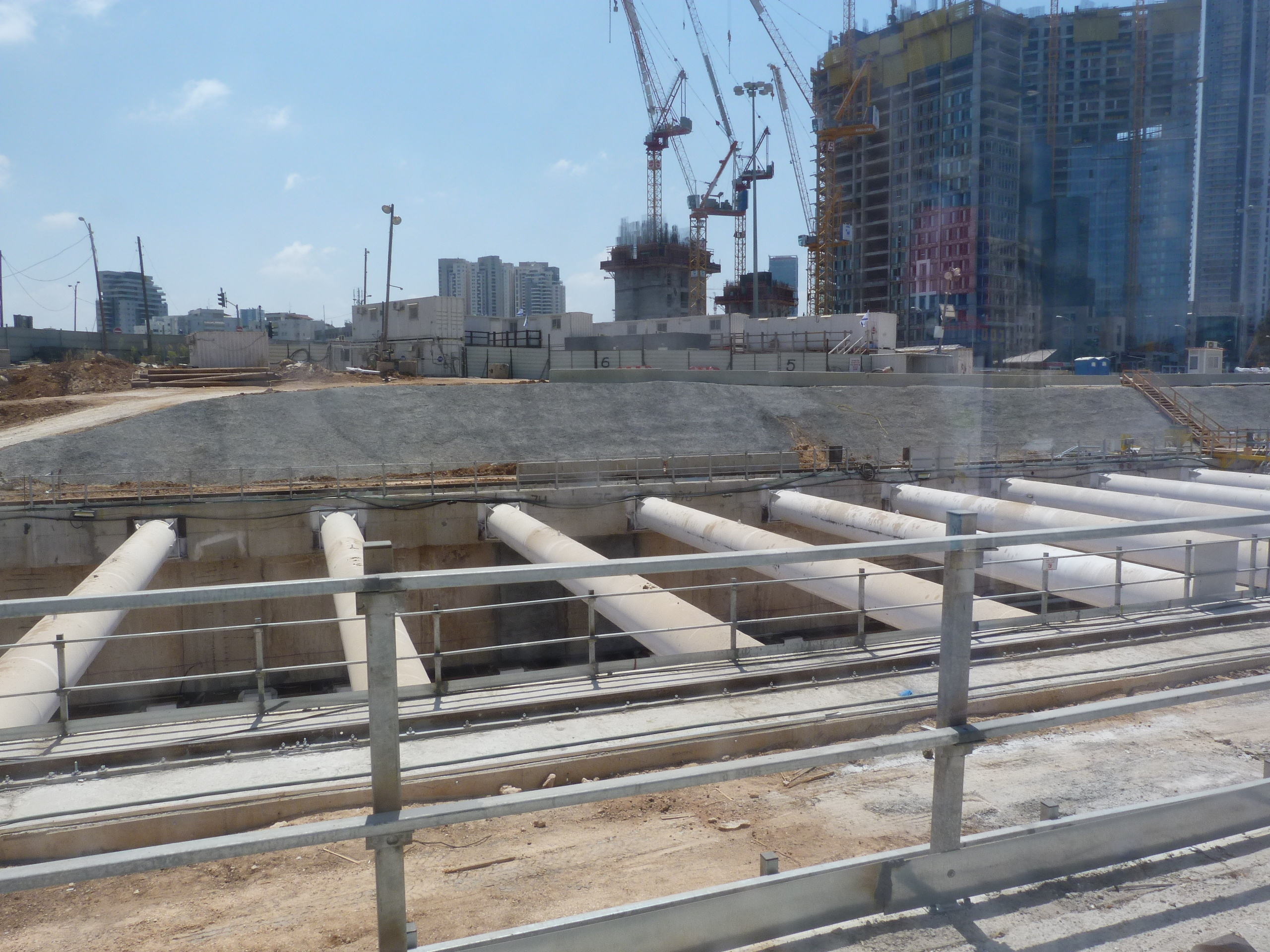
Строительство подземной станции
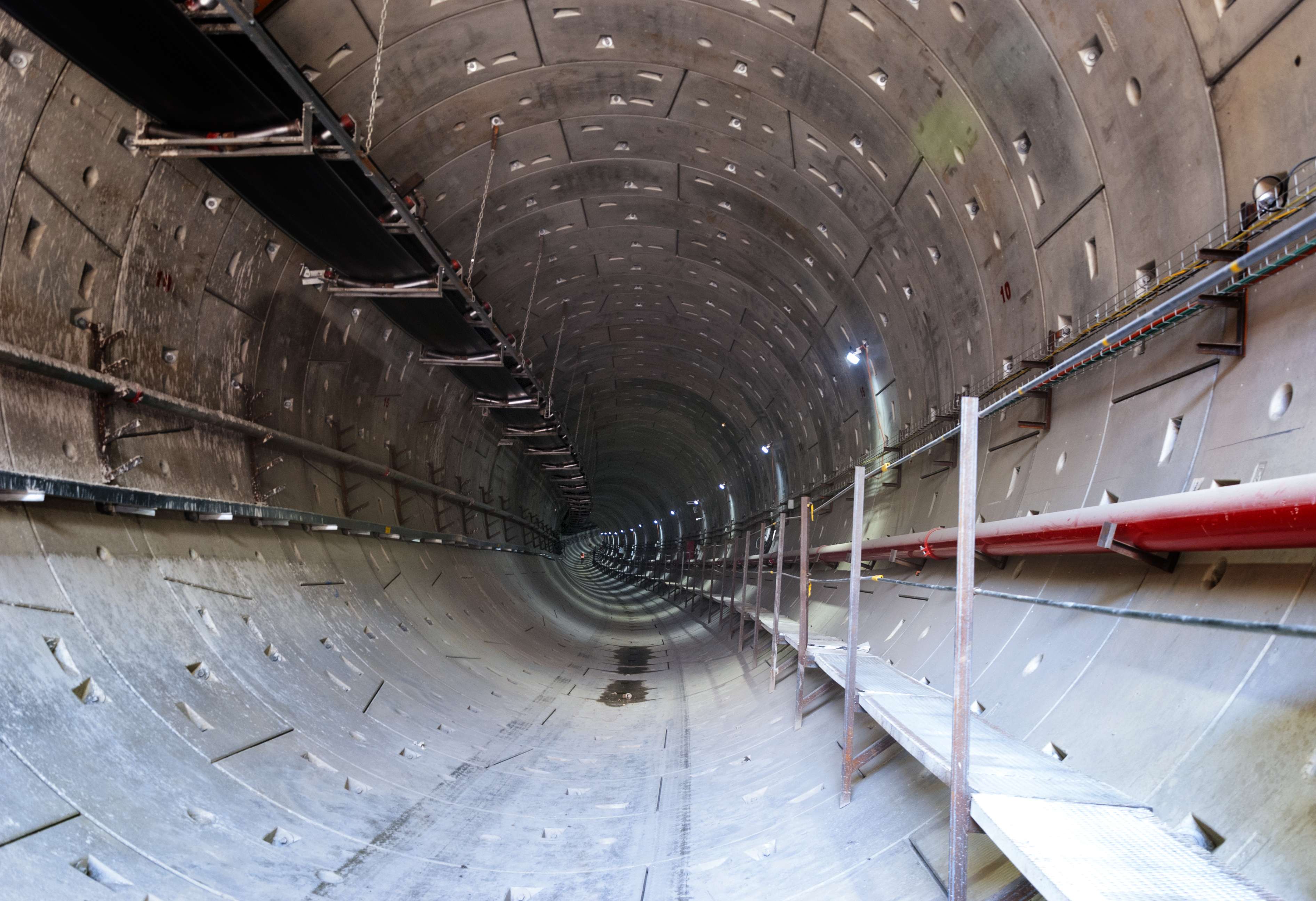
Восточный конец туннеля Красной линии в депо в Петах-Тикве
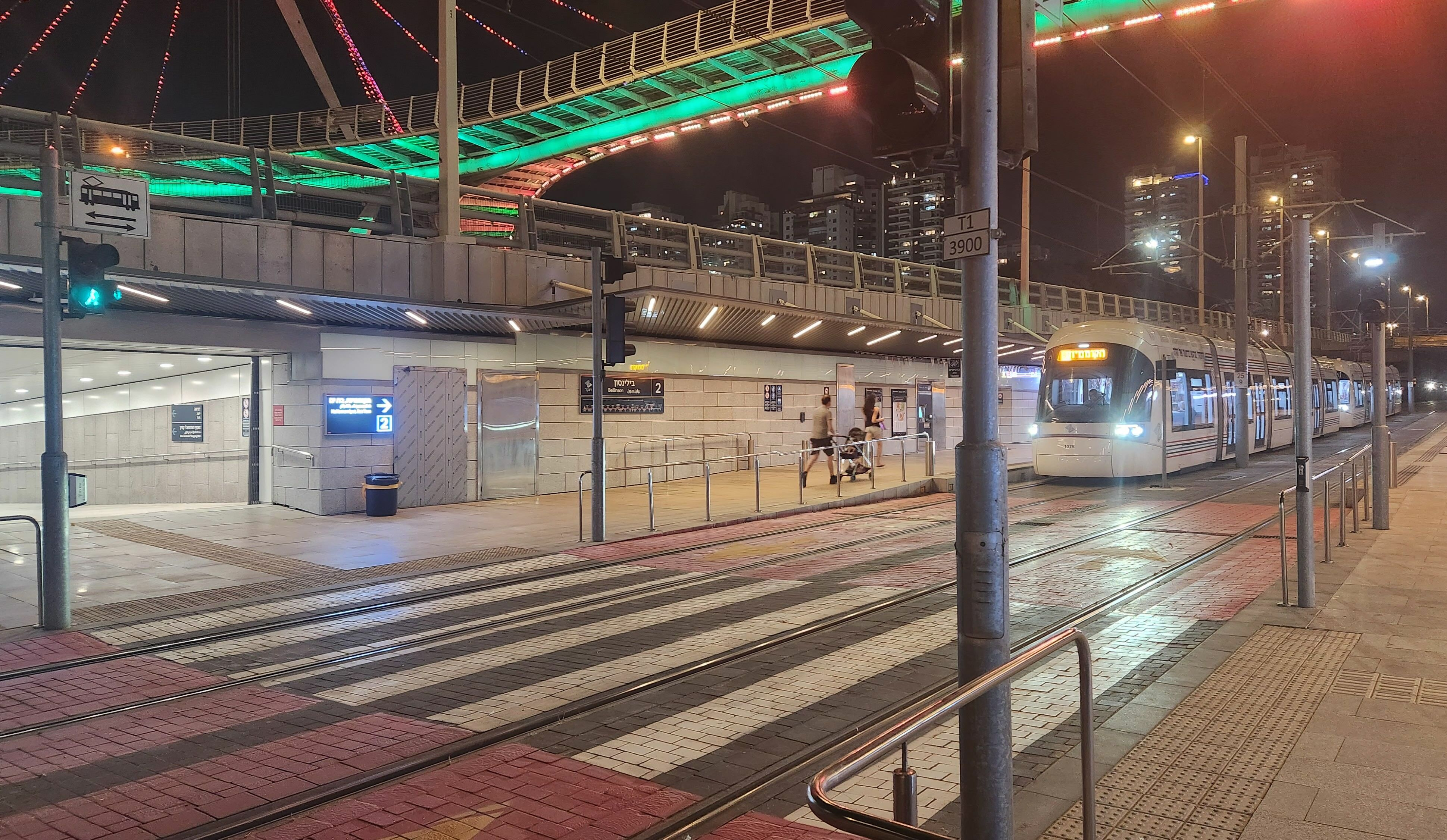
Наземная станция «Бейлинсон» в Петах-Тикве
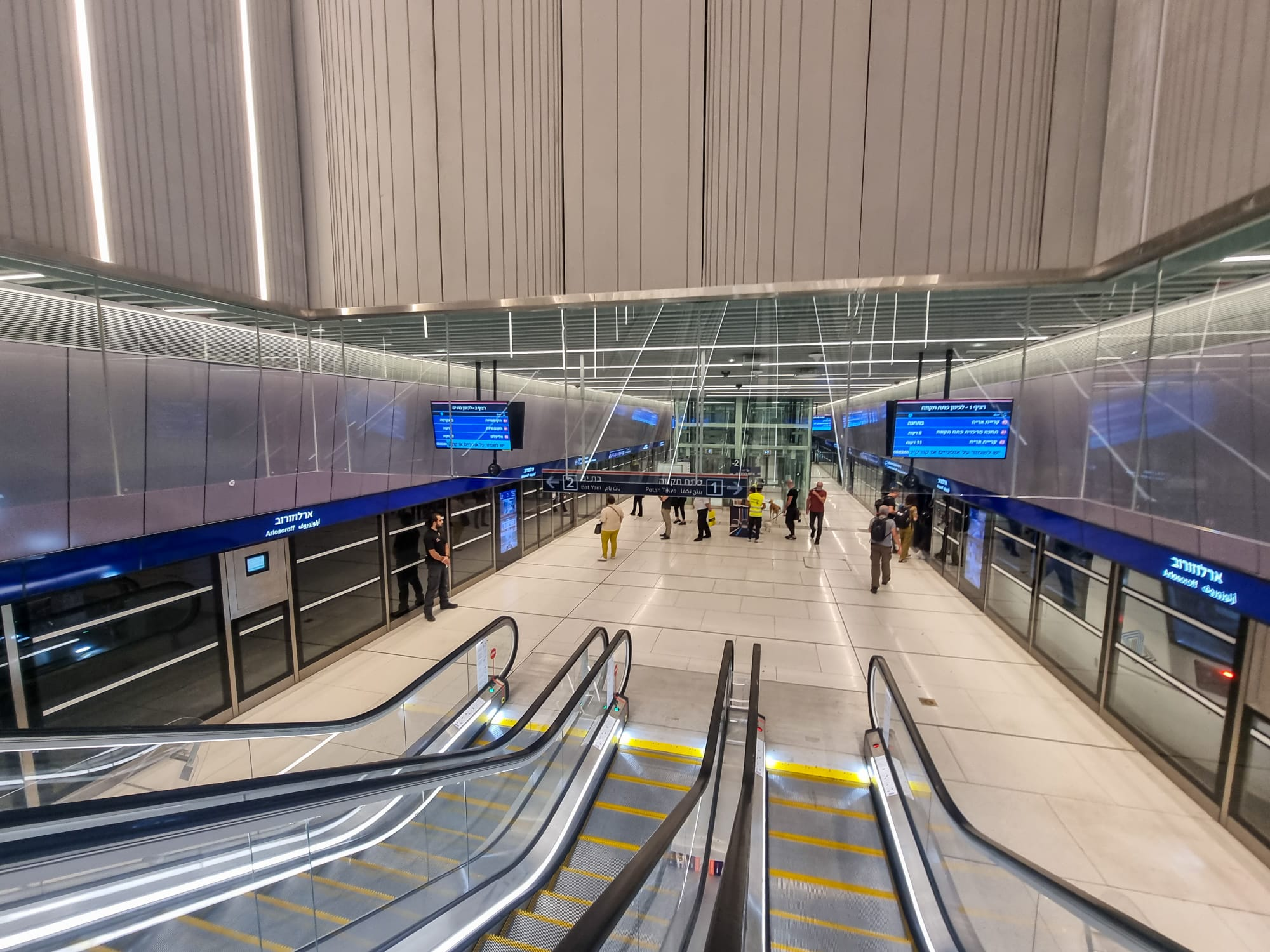
Подземная станция «Арлозоров» в Рамат-Гане
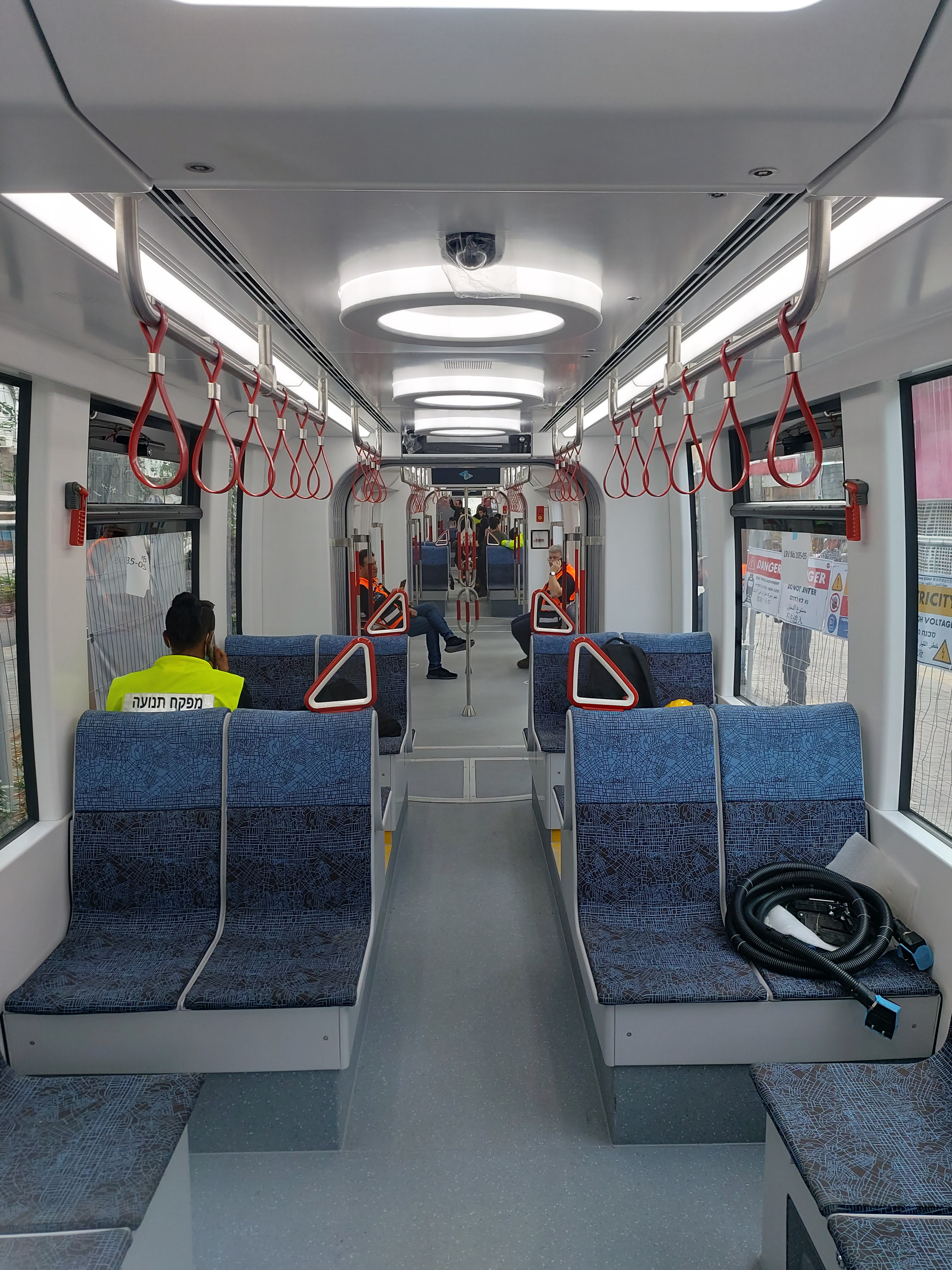
Интерьер салона (фото с испытаний в ноябре 2021)